# Chintakamaladinni, Hungund
Chintakamaladinni là một làng thuộc tehsil Hungund, huyện Bagalkot, bang Karnataka, Ấn Độ.